# Crenshaw (Stati Uniti d'America)
Crenshaw è una città (town) degli Stati Uniti d'America, situata nelle contee di Panola e di Quitman, nello Stato del Mississippi.

## Geografia fisica
La cittadina si trova in gran parte nella contea di Panola (Mississippi) (per poco meno di 1 km²) con una piccola porzione nella contea di Quitman (Mississippi) (per circa 1 km²).